# Johannes Gorantla (Bischof, 1974)

Wappen von Johannes Gorantla

Johannes Gorantla OCD (* 27. Februar 1974 in Nawabu Peta, Andhra Pradesh) ist ein indischer römisch-katholischer Ordensgeistlicher und Bischof von Kurnool.

## Leben
Johannes Gorantla trat der Ordensgemeinschaft der Unbeschuhten Karmeliten bei und legte 1994 die erste sowie 2000 die ewige Profess ab. Er studierte Philosophie am Sacred Heart Philosophical College in Kerala und Theologie an der Päpstlichen Fakultät Teresianum in Rom. Am 10. Januar 2002 empfing er das Sakrament der Priesterweihe.
Nach der Priesterweihe war er kurze Zeit in der Pfarrseelsorge im Bistum Khammam tätig und studierte anschließend von 2002 bis 2008 in Rom, wo er am Päpstlichen Bibelinstitut das Lizenziat erwarb und anschließend an der Päpstlichen Universität Gregoriana in biblischer Theologie promoviert wurde.
Von 2008 bis 2014 war er Provinzial der Karmeliten in Andhra Pradesh und Sekretär des Interprovinzialrats der indischen Karmeliten. Außerdem war er Berater des Bistums Khammam und Mitglied des bischöflichen Rats von Andhra Pradesh für die Bibel- und Verkündigungskommissionen. Er lehrte auch als externer Professor für Heilige Schrift an den Seminaren Jyothirbhavan in Kerala und St. Joseph im Bistum Khammam. Von 2010 bis 2014 war er Präsident der Ordensleutekonferenz von Andhra Pradesh und stellvertretender Vorsitzender der Kommission für die katholische Bildung. Von 2014 bis 2015 war er Pfarrer sowie Ordensoberer des Karmelitenkonvents in Nacharam im Erzbistum Hyderabad. Anschließend war er bis 2021 Generaldefinitor der Unbeschuhten Karmeliten. Ab 2021 war er Rektor des Missionsseminars bei der Päpstlichen Fakultät Teresianum in Rom.
Papst Franziskus ernannte ihn am 27. Februar 2024 zum Bischof von Kurnool. Der Erzbischof von Hyderabad, Anthony Kardinal Poola, spendete ihm am 24. April desselben Jahres in der Kathedrale von Kurnool die Bischofsweihe. Mitkonsekratoren waren der emeritierte Erzbischof von Visakhapatnam, Prakash Mallavarapu, und der Bischof von Warangal, Udumala Bala Showreddy.